# Jemaah Islamiyah
Jemaah Islamiyah (JI; arabisch الجماعة الإسلامية, DMG al-Ǧamāʿa al-Islāmiya ‚Islamische Gemeinschaft‘) ist eine islamistische Terrororganisation, die ihre Ursprünge in Indonesien hat. Erstmals in der Öffentlichkeit bekannt wurde die Organisation, als sie sich zu den Anschlägen von Bali auf mehrere Nachtclubs in Kuta im Oktober 2002 bekannte, bei denen 202 Menschen getötet wurden.

## Entstehung und Hintergründe
Die Gründung erfolgte 1993 von Abdullah Sungkar und Abu Bakar Bashir, während diese sich in ihrem malaysischen Exil befanden. Abu Bakar Bashir und Abdullah Sungkar lernten sich zunächst durch ihr Engagement für fundamentalistische islamische Gruppierungen (Darul Islam und Masyumi) kennen und begannen 1963, zusammenzuarbeiten. Sie gründeten einen Radio-Sender, der konservativ islamistische Lehren verbreitete und sich gegen das damalige Regime unter Suharto aussprach. Dieser wurde von Seiten der Regierung geschlossen. Außerdem gründeten sie eine islamische Schule in einem Dorf namens Ngruki – Jemaah Islamiyah firmiert deshalb teilweise auch als Ngruki-Netzwerk. Seit Beginn ihrer Zusammenarbeit wurden Abdullah Sungkar und Abu Bakar Bashir des Öfteren wegen Regimefeindlichkeit verhaftet, 1979 wurden sie zu einer Haftstrafe von jeweils neun Jahren verurteilt, weil sie versucht hatten, die Wahl zu boykottieren. 1982 kamen sie jedoch nach Berufung wieder frei. 1985 widerrief der oberste Gerichtshof Indonesiens die Berufung, weswegen Abu Bakar Bashir und Abdullah Sungkar ins Exil nach Malaysia flohen. Dort riefen sie zum Widerstand gegen die sowjetische Besetzung Afghanistans auf und rekrutierten ca. 200 Männer, die sie in den Dschihad schickten. 1993 traten sie erstmals offiziell unter dem Namen Jemaah Islamiyah auf. Nachdem Suharto durch die Präsidentin Megawati Sukarnoputri abgelöst wurde, kehrten Abdullah Sungkar und Abu Bakar Bashir 1999 wieder zurück nach Indonesien, wo sie weitere islamische Schulen gründeten und zum Jihad in indonesischen, malayischen und philippinischen Regionen aufriefen. Im gleichen Jahr starb Abdullah Sungkar, Abu Bakar Bashir wurde zum ideologischen Führer der JI. Nachgesagt werden der Gruppierung auch Kontakte zur Abu Sajaf, einer islamistischen militanten Untergrundorganisation im muslimischen Süden der Philippinen.
Eine Zusammenarbeit mit dem Terrornetzwerk al-Qaida ist teilweise bestätigt.

## Ideologie
Das Programm der Organisation ist aus einer Broschüre bekannt, das die indonesischen Sicherheitskräfte im Dezember 2002 bei Angehörigen der Jemaah Islamiyah in Solo fanden. Diese Broschüre mit dem Titel „Allgemeiner Führer für den Kampf der Jemaah Islamiyah“ (Pedoman Umum Perjuangan Jama'ah Islamiyah) wurde im Mai 1996 von dem zentralen Führungsrat der Jemaah Islamiyah, zu dem auch Abdullah Sungkar und Abubakar Bashir gehörten, autorisiert. Die Broschüre enthält vier Kapitel, von denen das erste und zweite die „dynamische Methode zur Aufrichtung der Religion“ beschreiben, das dritte „der praktischen Methode“ gewidmet ist und das vierte „die Grundordnung“ der Jemaah Islamiyah enthält. Als Ziel der Organisation wird in Art. 4, Abs. 2 „die Errichtung eines islamischen Staates als Basis für das Kalifat nach der Lehre des Propheten“ genannt.
In einer von Abdullah Sungkar und Abu Bakar Bashir verfassten Schrift mit dem Titel „Die jüngste Krise Indonesiens: Ursachen und deren Lösungen“ sind gesellschaftliche Missstände wie z. B. Armut, Arbeitslosigkeit, Missernten etc. auf den moralischen Verfall wie z. B. Alkoholkonsum, lockere Sexualmoral etc. zurückzuführen und als Strafe Gottes für die Missachtung seiner Religion zu betrachten. „Wahren Muslimen“ bleiben demnach nur zwei Möglichkeiten: Das Leben in einem islamischen Staat oder der Einsatz des eigenen Lebens für das Erreichen eines islamischen Staates.

## Chronik der bekanntesten Terroranschläge
Ab 2000 ereigneten sich einige Terroranschläge mit zahlreichen Toten und Verletzten, zu denen sich die Jemaah Islamiyah bekannte. Hier die bekanntesten:
- 24. Dezember 2000: Bombenanschläge zu Weihnachten 2000 in Indonesien: koordinierte Bombenanschlagsserie in den Kirchen von acht indonesischen Städten, in Zusammenarbeit mit der al-Qaida → 18 Tote, mehrere Verletzte. Abu Bakar Bashir wurde angeklagt, aber freigesprochen.
- 12. Oktober 2002: Anschlag von Bali 2002: Auf der indonesischen Insel Bali explodierte eine große Autobombe vor einer Diskothek → 202 Tote, mehr als 209 Verletzte. Abu Bakar Bashir wurde wegen Hochverrats zu einer geringen Haftstrafe verurteilt, die drei Hauptdrahtzieher wurden am 8. November 2008 hingerichtet.
- 5. August 2003: Anschlag auf das Marriott Hotel in Jakarta: Autobombe eines Selbstmordattentäters explodiert vor dem JW Marriott Hotel in Jakarta → 12 Tote, 150 Verletzte. Abu Bakar Bashir wird zu zweieinhalb Jahren Gefängnis verurteilt.
- 1. Oktober 2005: Anschlag von Bali 2005: In zwei balinesischen Städten (Jimbaran, Kuta) explodieren Bomben von Selbstmordattentätern → 20 Tote, viele Verletzte, die Prozesse gegen die Täter sind noch nicht abgeschlossen.